# 군산 발산리 오층석탑
군산 발산리 오층석탑(群山 鉢山里 五層石塔)은 대한민국 전북특별자치도 군산시 발산초등학교에 있는, 고려시대의 오층석탑이다. 1963년 1월 21일 대한민국의 보물 제276호로 지정되었다.

## 개요
원래는 완주(完州) 봉림사터에 있던 것을 지금의 위치로 옮겨 세웠다. 2단의 기단(基壇) 위에 5층의 탑신(塔身)을 올린 형태였으나 지금은 탑신의 한 층이 없어지고 4층까지만 남아있다.
아래·위 기단 모두 모서리와 가운데에 기둥 모양의 조각을 두었으며, 기단 위로 4층의 탑신에는 각 층의 몸돌마다 네 모서리에 기둥 모양을 새겨 놓았다. 지붕돌은 경사가 급하고 추녀 끝이 약간 들려 곡선을 이루고 있으며, 밑에는 3단의 받침을 두어 고려시대의 모습을 보여주고 있다. 탑 머리 부분에는 머리 장식이 일부 남아 있으나 훗날 보충한 것으로 보인다.
이 탑은 전체적으로 균형미가 있으며, 고려탑의 간결한 아름다움이 잘 나타나 있다.

## 같이 보기
- 발산초등학교

## 참고 자료
- 군산 발산리 오층석탑 - 국가유산청 국가유산포털
- 한국저작권위원회 공유마당에 있는 사진[깨진 링크(과거 내용 찾기)]